# George Gibson
Pour l’article homonyme, voir Gibson.

George Eardley Gibson est un footballeur anglais né le 29 août 1912 à Biddulph (Angleterre) et mort le 30 décembre 1990. 
Attaquant de Sunderland FC puis Leicester City, George Gibson est recruté par l'US Valenciennes-Anzin en 1935 qui débute alors sa première saison en Division 1. 

## Source
- Marc Barreaud, Dictionnaire des footballeurs étrangers du championnat professionnel français (1932-1997). L'Harmattan, Paris 1998